# Lupinus amnis-otuni
Lupinus amnis-otuni är en ärtväxtart som beskrevs av Charles Piper Smith. Lupinus amnis-otuni ingår i släktet lupiner, och familjen ärtväxter. Inga underarter finns listade i Catalogue of Life.